# Faisal bin Abdoel Aziz al-Saoed
Faisal bin Abdoe l-Aziez Aal Saoed (Arabisch: فيصل بن عبد العزيز آل سعود) (Riyad, 14 april 1906 – 25 maart 1975) was koning van Saoedi-Arabië van 1964 tot 1975.
Als kroonprins wist hij in zijn strijd tegen de Arabische slavenhandel en in weerwil van zijn halfbroer koning Saoed in 1962 de slavernij in Saoedi-Arabië af te schaffen. In 1964 werd uiteindelijk zijn broer afgezet en werd hij koning.
Zijn belangrijkste moment als koning wordt wel de overeenkomst tussen Saoedi-Arabië en Egypte over het terugtrekken van beide landen uit Jemen in 1965. Ook was hij een van de initiatiefnemers van het besluit van een aantal OPEC-landen in 1973 om niet langer aardolie te leveren aan westerse landen, een reactie op de westerse steun aan Israël tijdens de Jom Kipoeroorlog (volgens sommigen een reactie op het manipuleren door de Nederlandse overheid van de gulden, om zo goedkoop aan olie te komen), hetgeen leidde tot de oliecrisis van 1973. In 1974 werd hij door TIME Magazine uitgeroepen tot "man van het jaar".
Op 25 maart 1975 werd hij vermoord door Faisal bin Musad, een zoon van een van zijn (vele) halfbroers: Musa'id.
Ibn Saoed ·
Saoed ·
Faisal ·
Khalid ·
Fahd ·
Abdoellah ·
Salman